# 公路原點

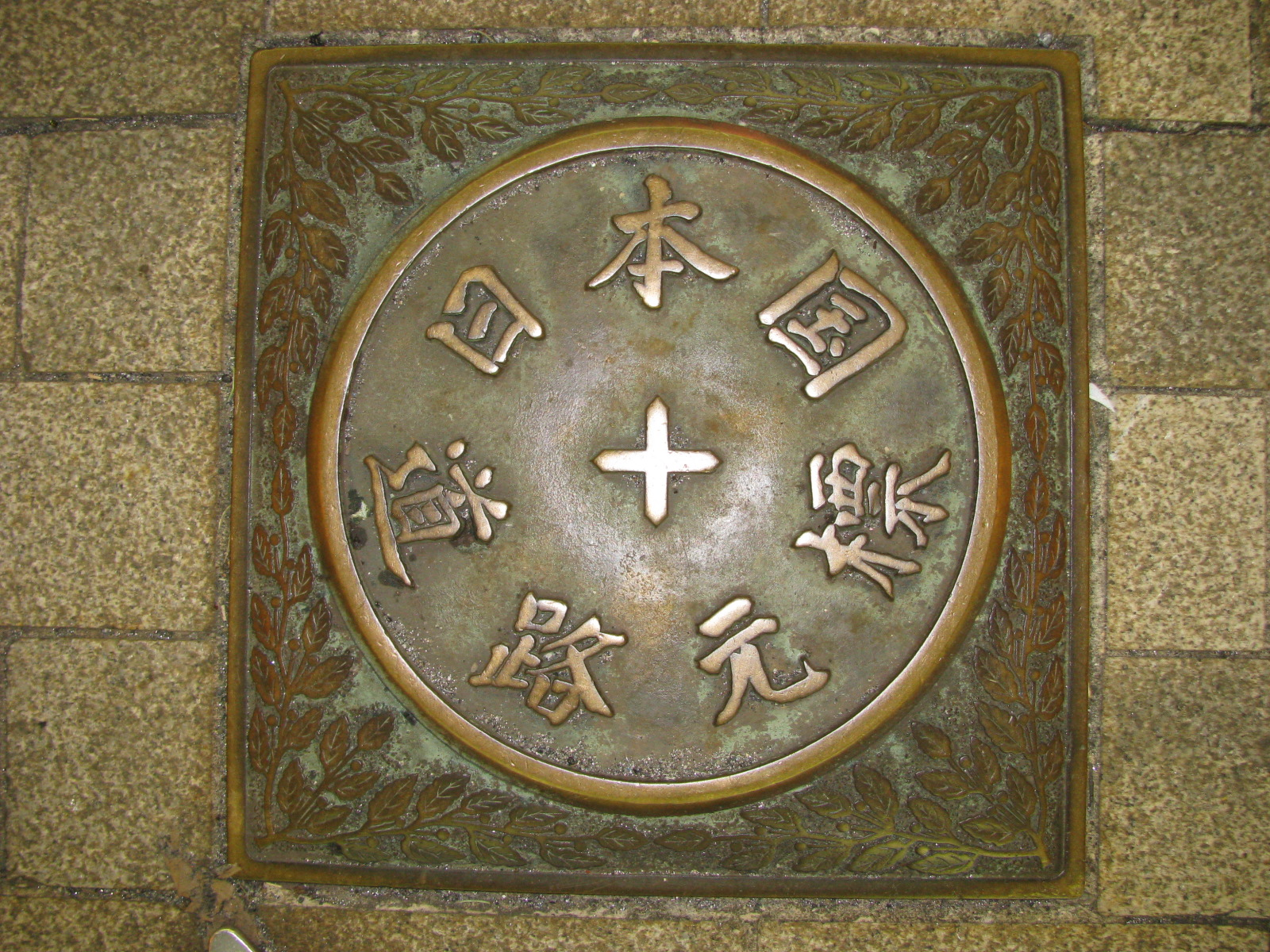
位於東京日本橋的日本國道路元標

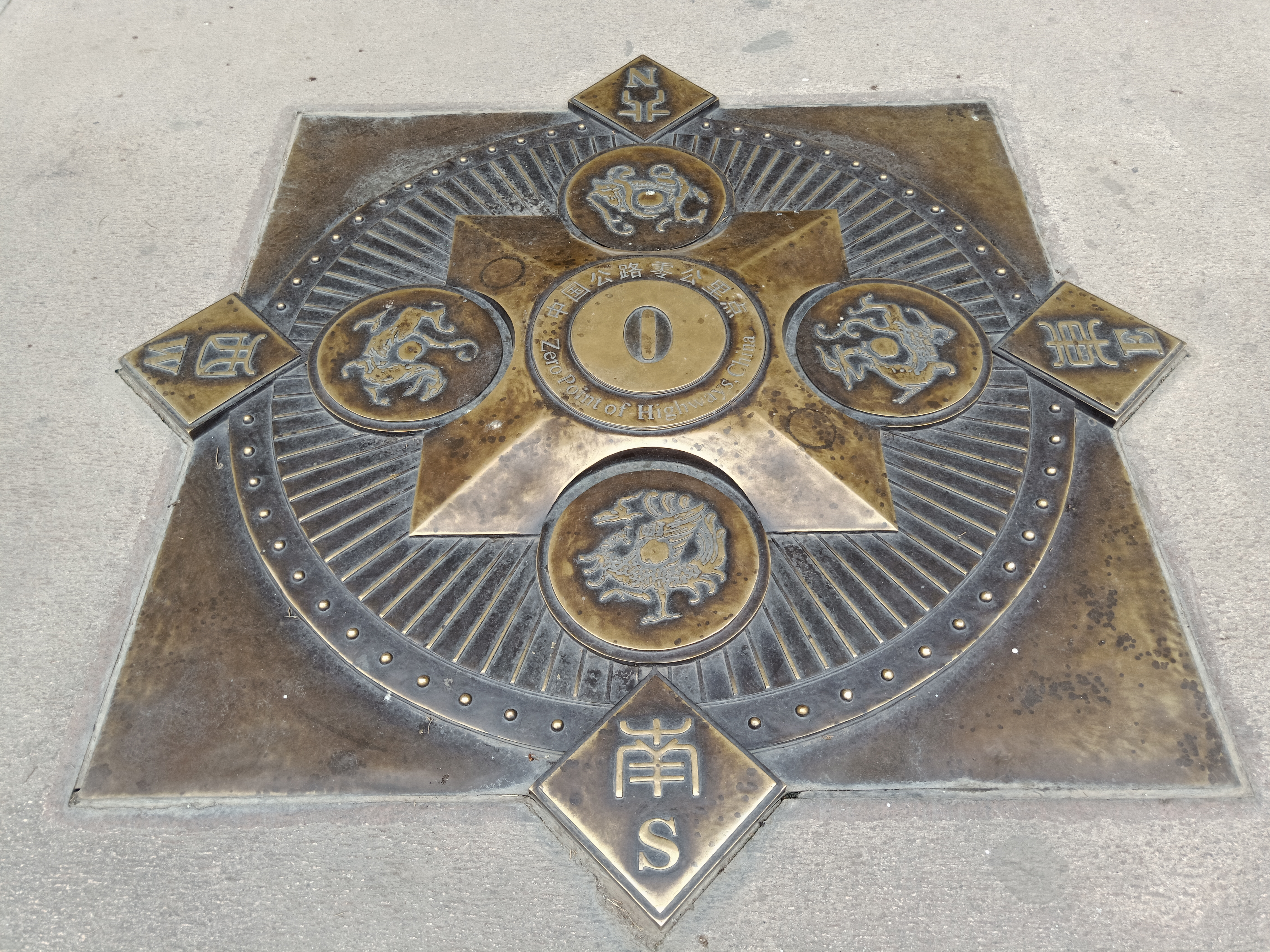
位於北京天安門廣場的中國公路零公里標誌

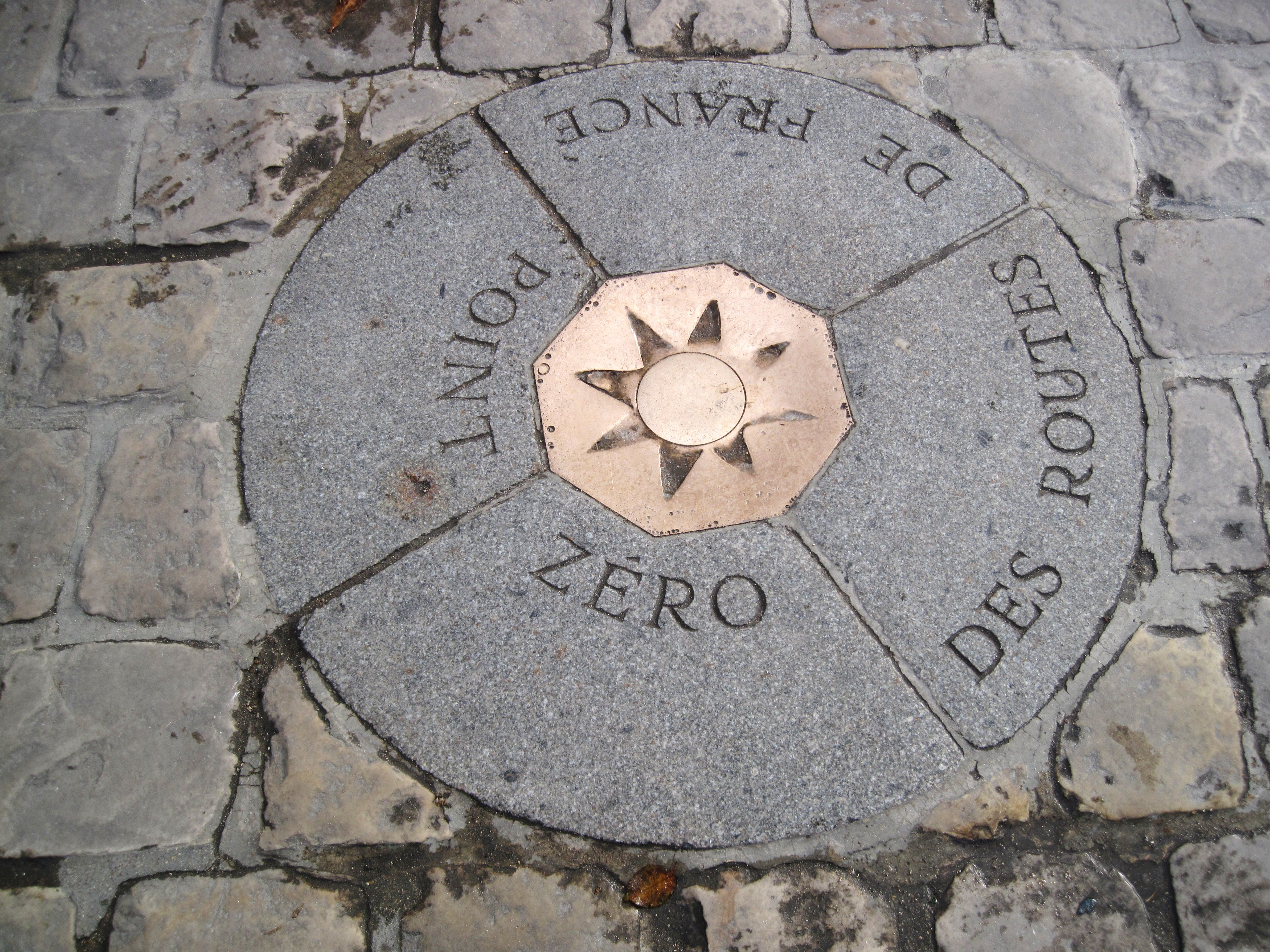
位於巴黎聖母院前的法國公路零公里標

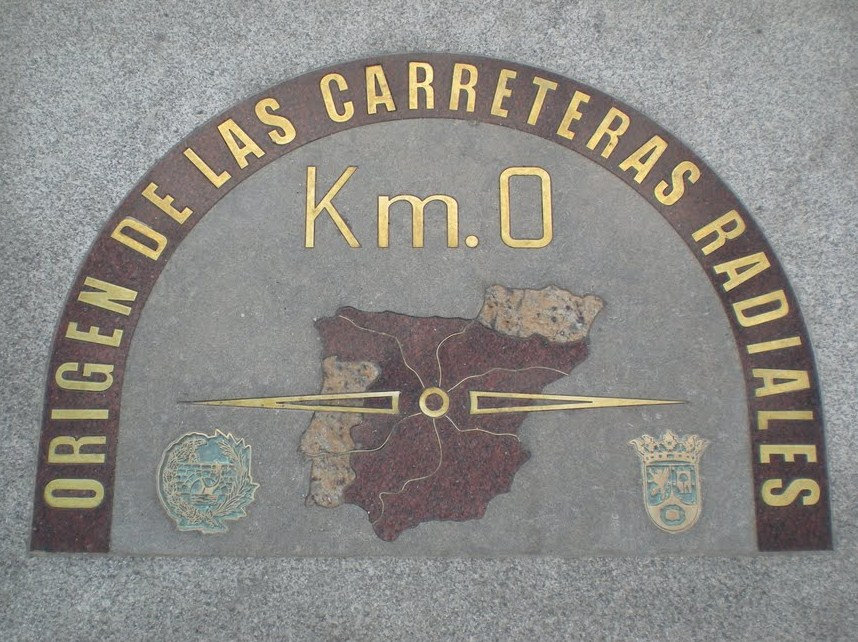
位於馬德里太陽門廣場的西班牙公路原點

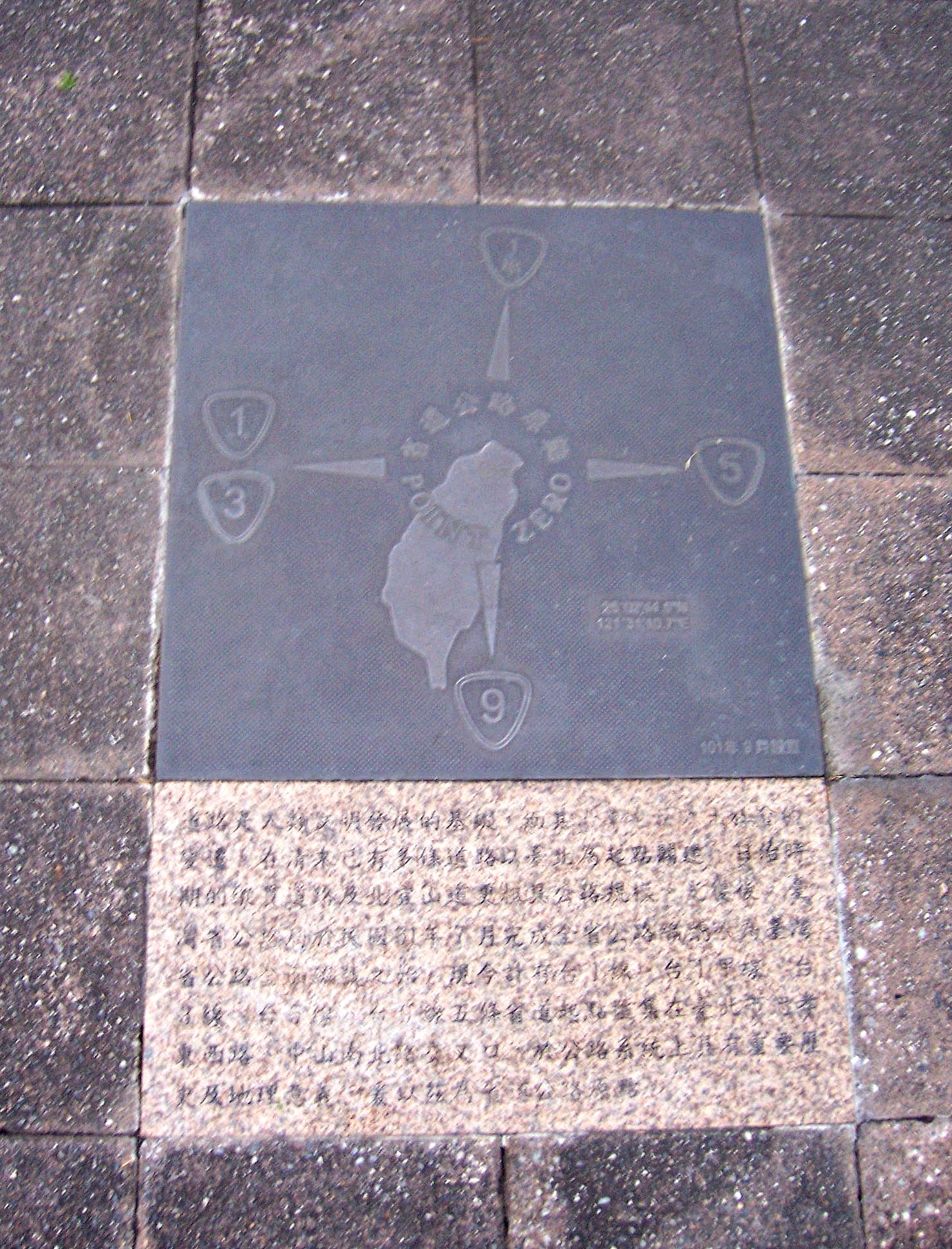
位於臺北監察院前的臺灣公路原點

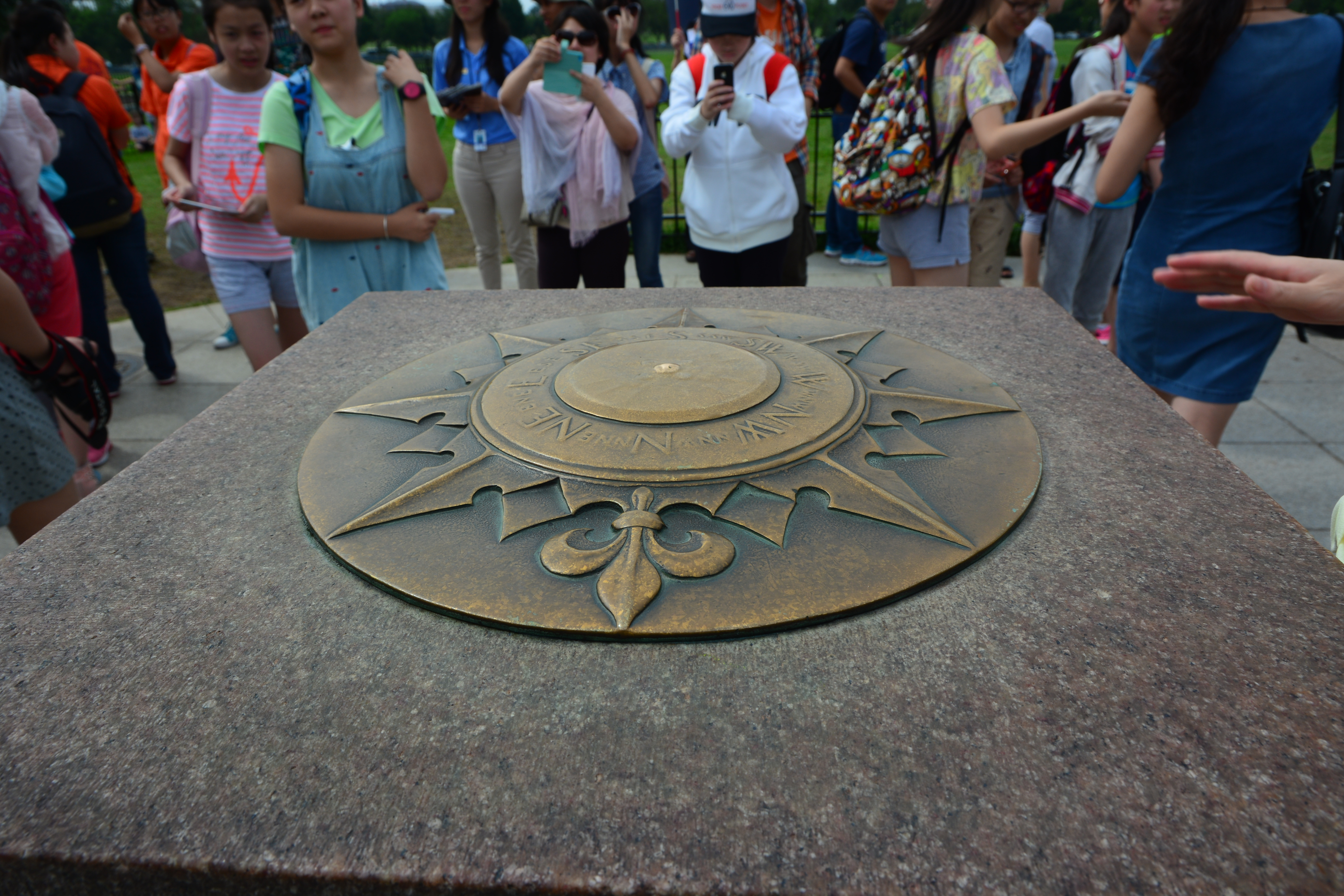
位於華府白宫前的美國公路原點

公路原點，亦稱道路元標、零公里點，是公路起始點的標示物，通常用來標誌一個國家或地區之公路系統的起始點。世界各國的公路原點，通常都是設在首都的多條公路系統的匯集點，但不一定包括高速公路。在擁有許多高速公路或者地方自治程度較高的國家，也可能有不只一個公路原點。

## 世界各地概況

### 臺灣
臺灣公路以臺北市的忠孝東西路和中山南北路路口為原點（行政院、監察院前），臺1線、臺1甲線、臺3線、臺5線、臺9線等5條省道以此為零公里起點。自1962年7月臺灣省道編號完成以來五十年間，原無任何標示物，至2012年9月由公路總局會同臺北市政府交通局交通管制工程處，於該路口東北側近行政院處設置簡易「臺灣省道零公里起點路牌」，以及在東南側近監察院處人行道設置「臺灣省道公路原點」地雕，以為標示。另根據公路總局考證，今臺南市中西區民權路與忠義路口為清代官道原點，歷史可溯及荷治時代，該局計畫與臺南市政府於此處設「臺灣歷史道路原點」碑紀念。

### 中國大陸
中國大陸的公路原點稱為「中国公路零公里标志」，位於北京市天安门广场的正阳门南侧門洞前，由青銅合金鑄造。安放於2006年9月24日。

### 日本
日本的公路原點位於東京都日本橋，在橋面中央處有一塊1972年安放的「日本國道路元標」（日语：／ nipponkoku dōrogenpyō ?）。目前共有國道1號、國道4號、國道6號、國道14號、國道15號、國道17號、國道20號等7條日本國道由此起始。

### 法國
法國的公路零公里標（法語：Point zéro des routes de France）位於巴黎西堤島的聖母院前廣場。

### 西班牙
西班牙的公路原點（西班牙語：Kilómetro Cero）位於馬德里太陽門廣場的舊郵政大廈前。

### 美國
美國聯邦政府在華府的白宮橢圓形草坪北端設立「零里程碑」，但實際的公路原點是國會大樓，並且此公路原點只在華府有效，因為美國各州獨立計算里程。大多數州際高速公路的原點定義於各州的西側或南側。佛羅里達州最南側西嶼的1號美國國道起點或許是美國最有名的公路原點，也是一觀光景點。